# Glacis (militar)

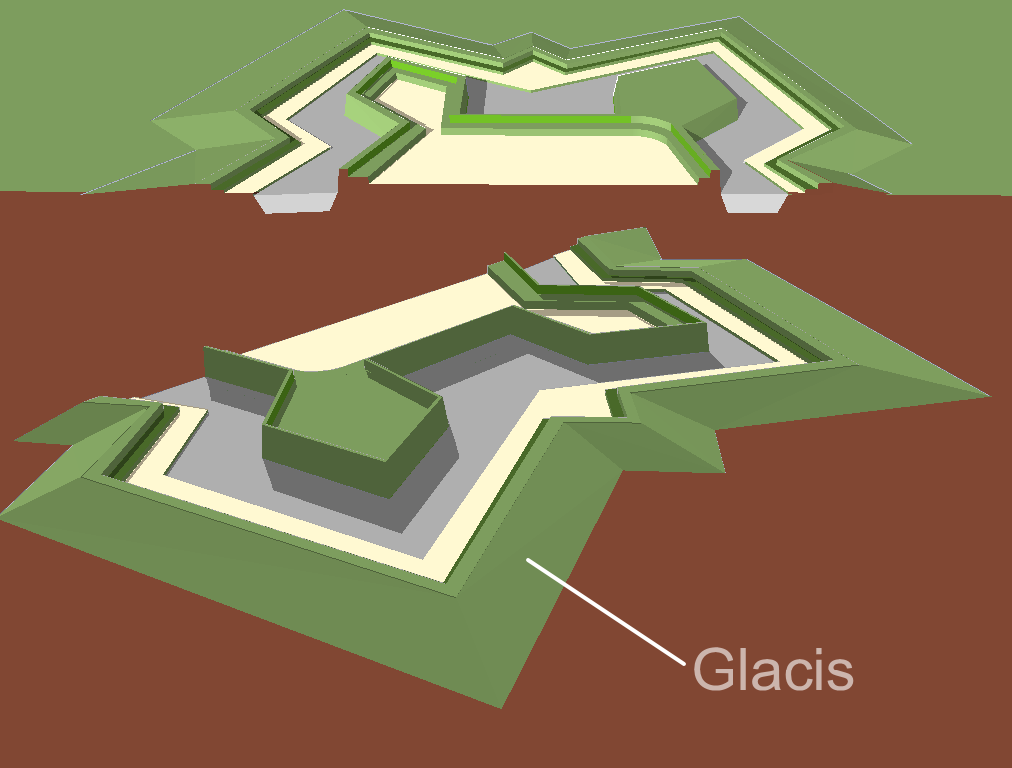
Diagrama mostrando glacis inclinado para cima.

Um glacis (/ˈɡleɪ.sɪs/ ; francês: [ɡlasi]) na engenharia militar é uma inclinação artificial como parte de um castelo medieval ou nas primeiras fortalezas modernas. Eles podem ser construídos de terra como uma estrutura temporária ou de pedra em uma estrutura mais permanente. De forma mais geral, um glacis é qualquer inclinação, natural ou artificial, que atenda aos requisitos acima. A etimologia desta palavra francesa sugere uma encosta tornada perigosa pelo gelo, daí a relação com geleira.
Uma placa glacis é a seção frontal mais inclinada do casco de um tanque ou outro veículo de combate blindado.

## Fortificações antigas

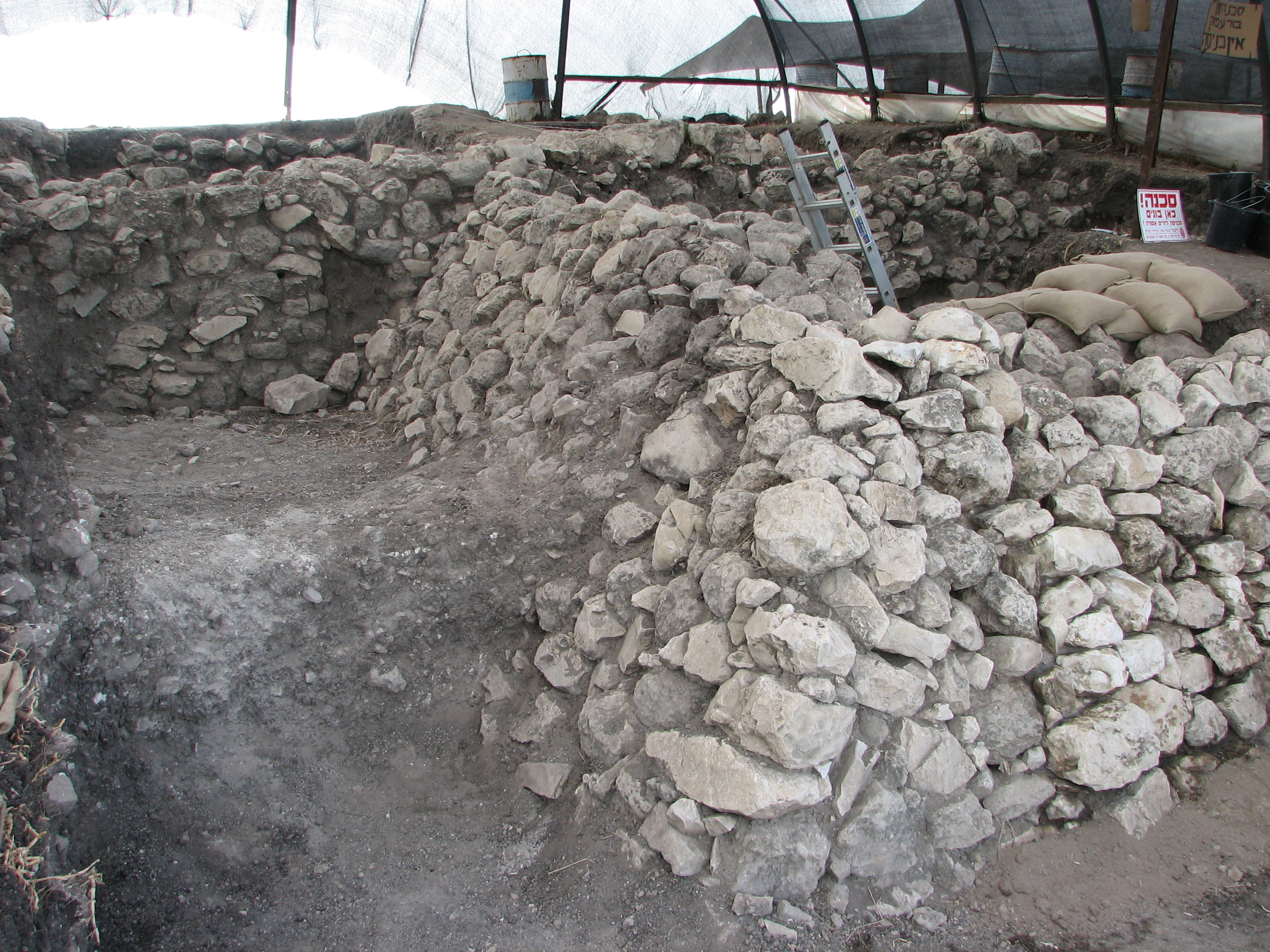
Glacis da Idade Média do Bronze em 'En Esur, Israel.

Um glacis também pode aparecer em antigas fortalezas, como a que os antigos egípcios construíram em Semna, na Núbia. Aqui foi usado por eles para evitar que as máquinas de cerco inimigas enfraquecessem as paredes defensivas.
Hillforts na Grã-Bretanha começaram a incorporar glacis por volta de 350 a.C. Aqueles no Castro Maiden, em Dorset tinham 25m de altura.

## Fortificações medievais

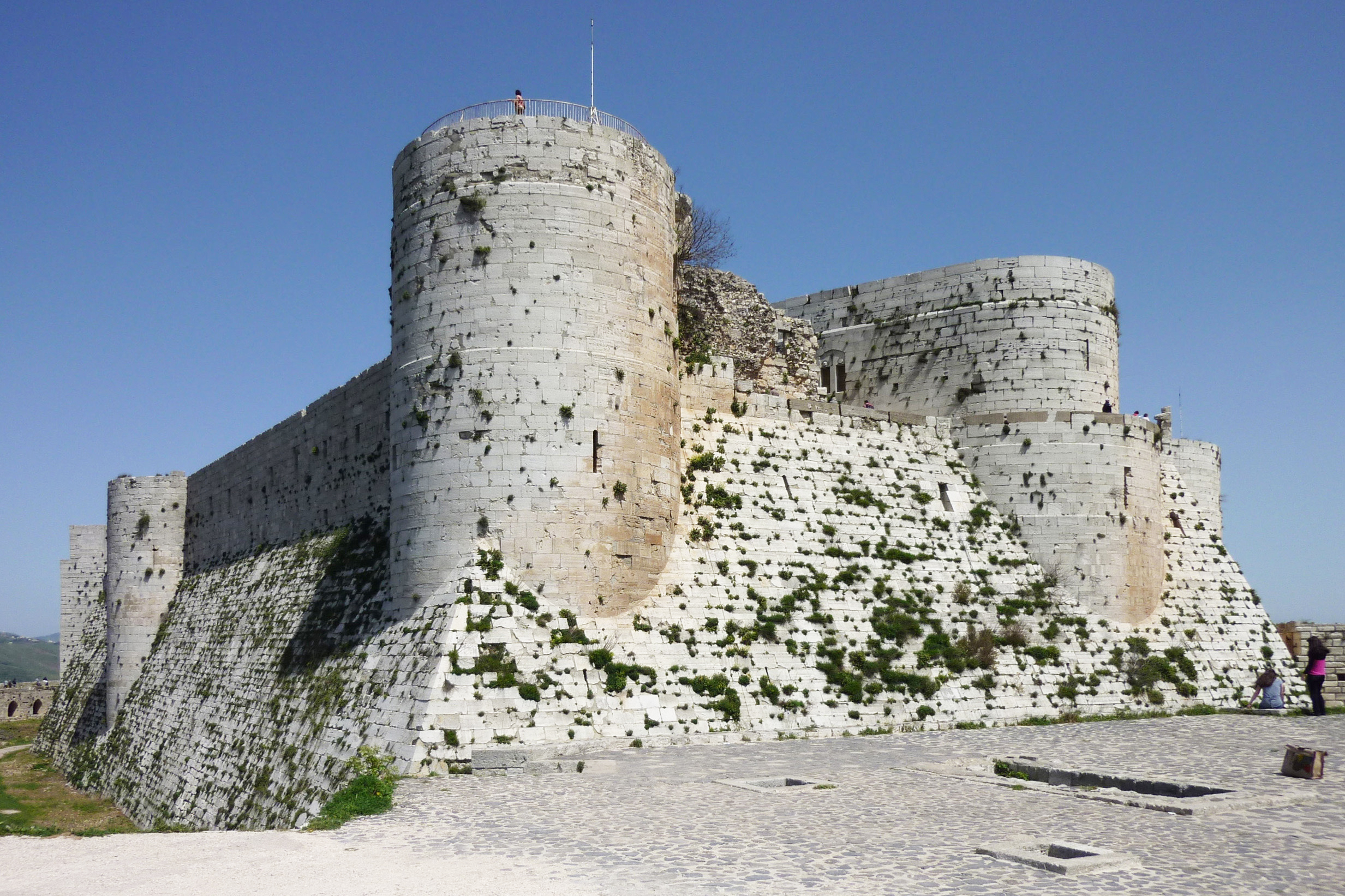
Krak des Chevaliers, um castelo medieval dos cruzados na Síria. Visto da face sul da ala interna com seu declive íngreme.

Glacis, também chamados de talus, foram incorporados às fortificações medievais para fortalecer as paredes contra o enfraquecimento, para dificultar as escaladas e para que os mísseis lançados das ameias ricocheteassem no glacis em direção às forças de ataque. 
No final do período medieval, alguns castelos foram modificados para torná-los defensáveis contra os canhões. Glacis consistindo de encostas de terra com faces de pedras foram colocadas em frente às paredes de cortina e baluartes (torres) para absorver o impacto de tiros de canhão ou para desviá-los. As torres foram rebaixadas até a mesma altura das paredes de cortina e convertidas em plataformas de armas.

## Antigas fortificações europeias modernas
As primeiras fortalezas européias modernas foram construídas de modo a manter qualquer potencial agressor sob o fogo dos defensores até o último momento possível. Em terreno plano e natural, as tropas que atacam qualquer fortificação elevada têm um certo grau de proteção contra seu fogo quando próximas a ele; o glacis consiste em uma encosta com um baixo grau inclinado para o topo da parede. Isso deu aos defensores uma linha de visão direta para a força de ataque, permitindo-lhes varrer o campo com eficiência com fogo do parapeito. Além disso, mas secundariamente, o banco de terra protegeria as paredes de serem atingidas diretamente por tiros de canhão.
Embora os defensores em terreno elevado já tenham uma linha de visão direta, um glacis permite que o campo de tiro seja varrido com mais eficiência, minimizando as mudanças no ângulo de suas armas durante o disparo. Além disso, o glacis impede que o canhão de ataque tenha um tiro certeiro nas paredes de uma fortaleza, já que geralmente elas não podem ser vistas até que o glacis seja cruzado e a vala, delimitada em ambos os lados pela escarpa e contra-escarpa lisa e alvenaria, seja alcançada.

## Veículos blindados

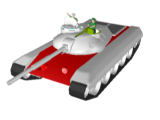
O glacis da blindagem de um tanque é a parte inclinada na frente, marcada em vermelho.

O termo placa glacis descreve a seção frontal mais inclinada do casco de um tanque ou outro veículo de combate blindado, muitas vezes composto de metades superior e inferior. Em um confronto blindado frente a frente, a placa glacis é o maior e mais óbvio alvo disponível para um atirador inimigo.
A blindagem inclinada tem duas vantagens: muitos projéteis desviam em vez de penetrar; aqueles que tentarem terão que viajar em uma rota diagonal mais longa através de qualquer espessura de blindagem do que se fosse perpendicular à sua trajetória.

As minas antitanque que empregam uma espoleta basculante também são projetadas para detonar diretamente abaixo da placa glacial. Como resultado, é geralmente a seção blindada mais espessa e robusta de um tanque, seguida pela face da torre e pelo mantelete do canhão.

## Galeria

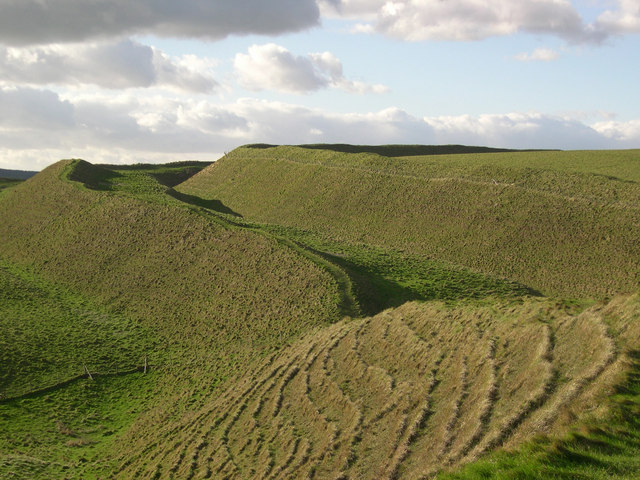
Muralhas e fossos da Idade do Ferro no Castelo Maiden.
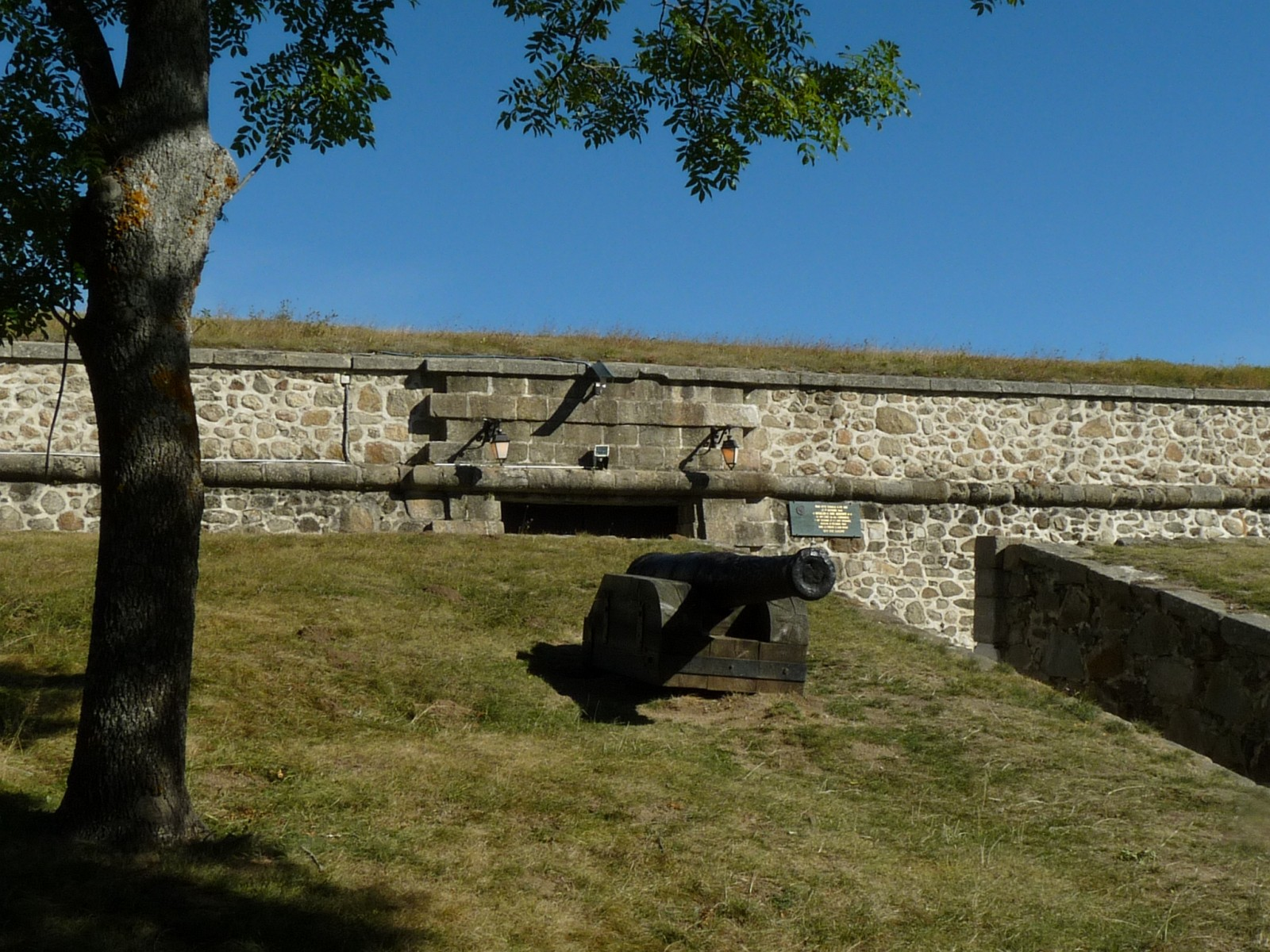
Glacis da fortaleza do Mont-Louis, Pyrénées-Orientales, na França.